# Carel Christiaan Anthony Last
Carel Christiaan Anthony Last (Amsterdam, 11 december 1808 – Den Haag, 17 december 1876) was een Nederlands schilder, tekenaar en lithograaf. Hij signeerde zijn vroeger werk als CL, later als C.C.A. Last.

## Leven en werk
Last was een zoon van boekhouder Anthony Gottlieb Last en Maria Christiana Schicker. Hij studeerde aan de Koninklijke Academie in Amsterdam kreeg les van de Belgische schilder Jean-Baptiste Van der Hulst, die enige tijd in Den Haag woonde. Hij trouwde in 1836 met Everdina Jordens (1813-1864) en vestigde zich in Den Haag. Uit dit huwelijk werden onder anderen Johannes Anthony Last (1837-1901) en Maria Christina Last (1842-1860) geboren, die hun vader in het kunstenaarsvak zouden volgen.
Last schilderde en tekende interieurs en portretten, maar was vooral actief als lithograaf. Volgens Van der Aa was hij "(nagenoeg) de eerste-Nederlander" die zich met de steendruktechniek bezighield. Hij werd in zijn atelier bijgestaan door zijn broer Hendrik. Last maakte litho's van portretten en stadsgezichten (onder andere Den Haag, Amsterdam en Groningen) en illustreerde diverse tijdschriften en boeken. De kunstenaar exposeerde bij de Tentoonstelling van Levende Meesters in Amsterdam (1826, 1828).
Last overleed in zijn woonplaats Den Haag, een week na zijn 68e verjaardag. Zijn werk is opgenomen in de collecties van onder andere het Haags Gemeentearchief, het Stadsarchief Amsterdam, Marinemuseum Den Helder, Maritiem Museum Rotterdam, Rijksmuseum Amsterdam en Rijksmuseum Twenthe.

## Werken (selectie)

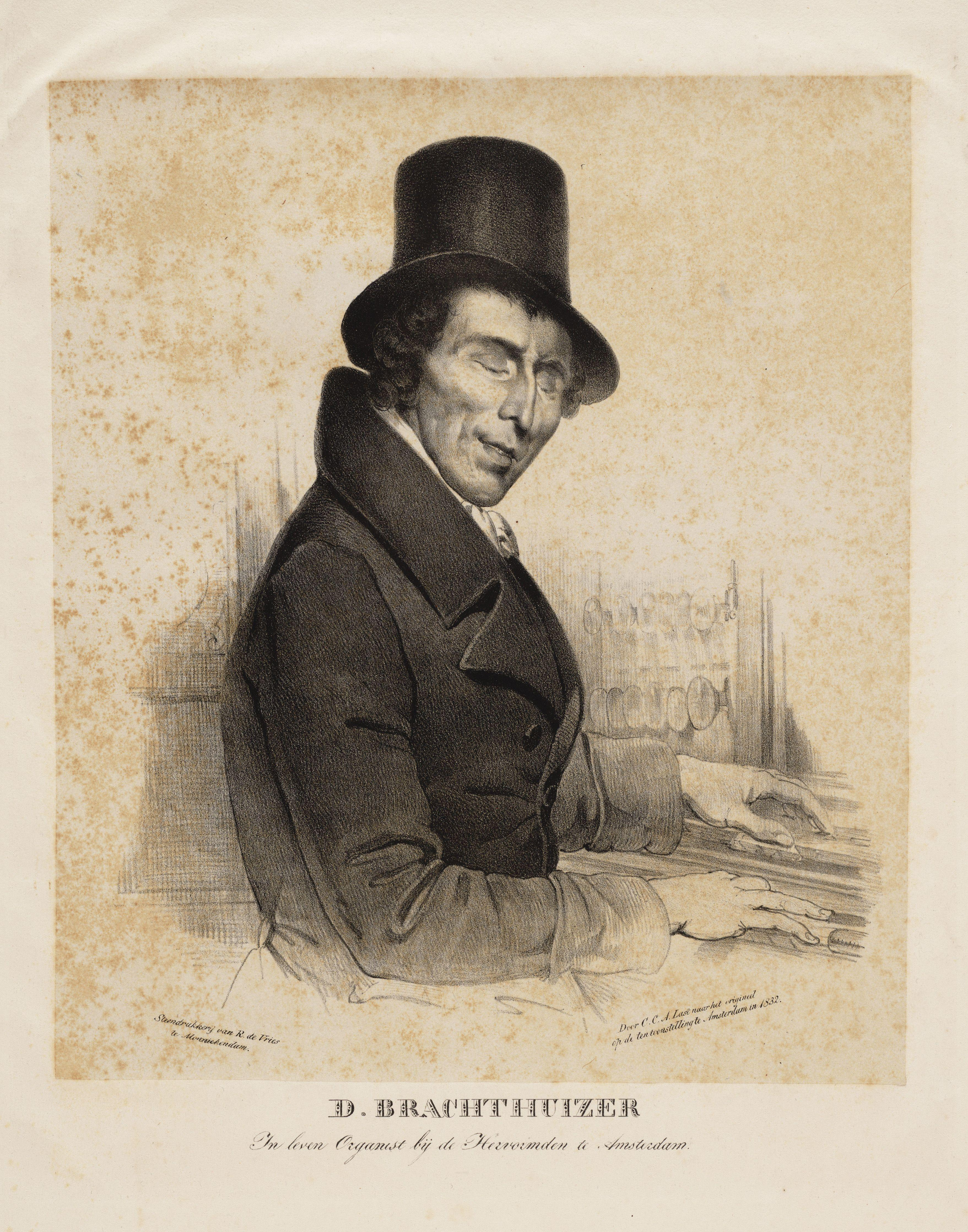
Portret van Daniël Brachthuizer (1832)
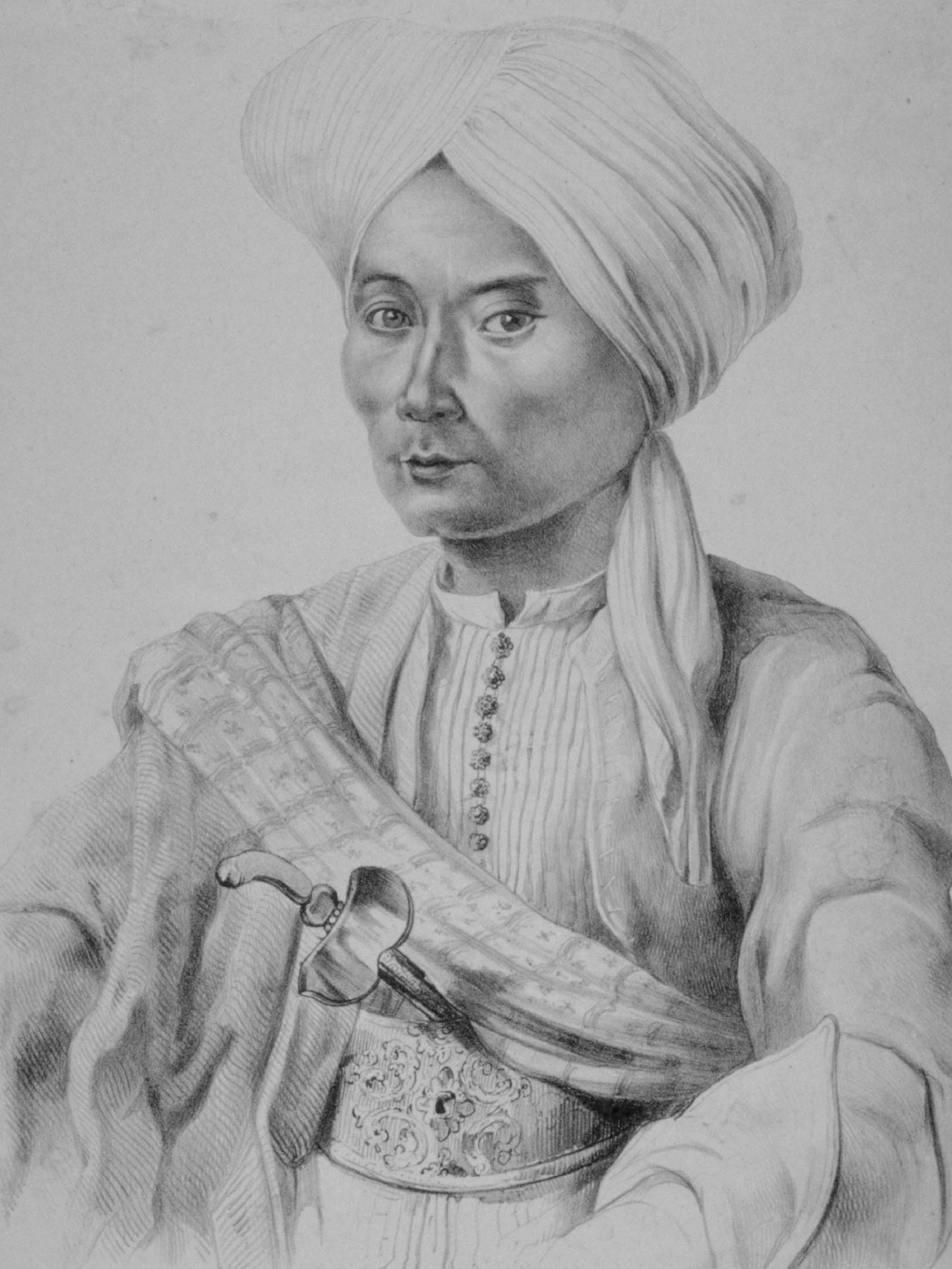
Portret van prins Diponegoro (1835)
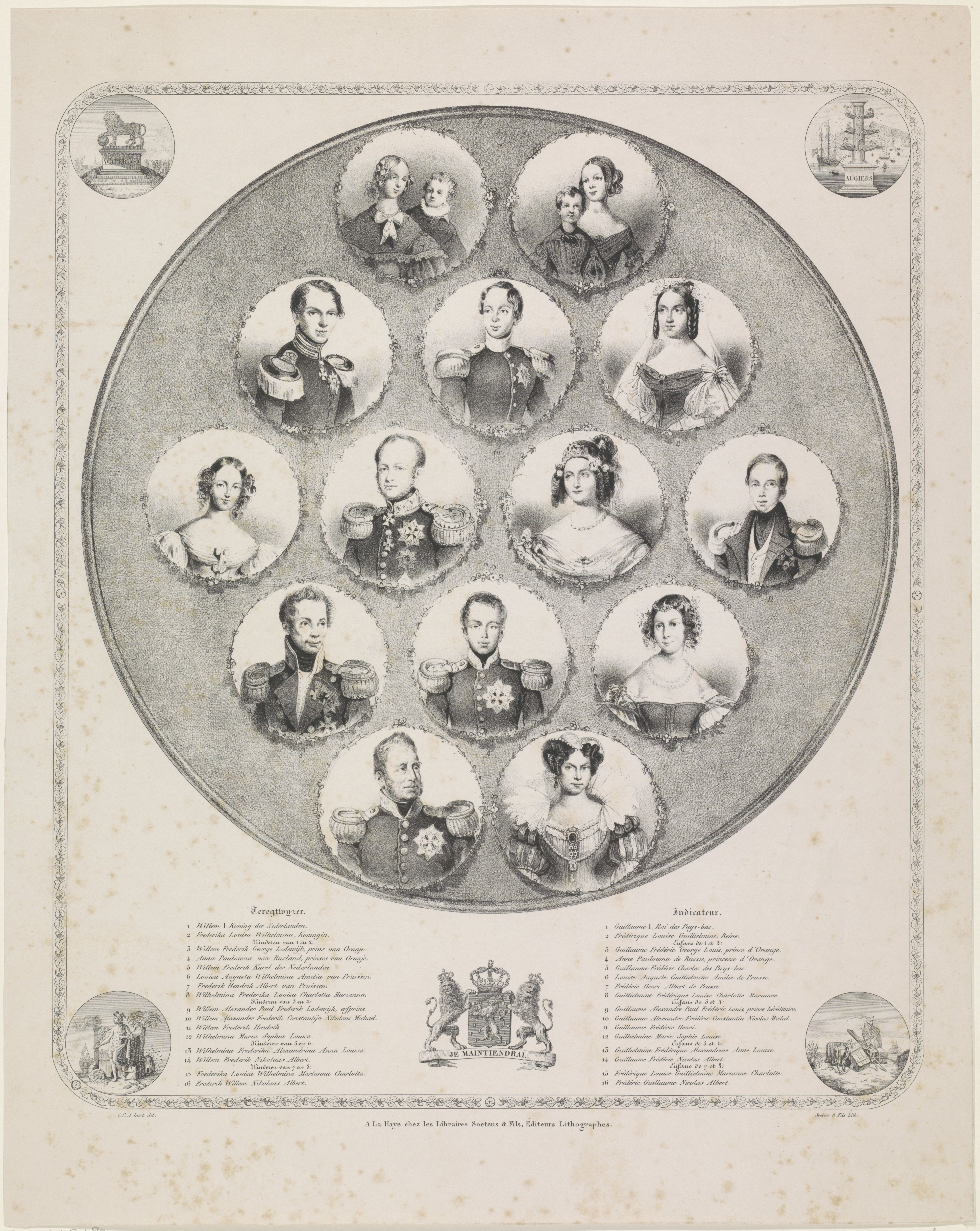
Portretten van koning Willem I, Wilhelmina van Pruisen, hun zoons met echtgenotes, hun dochter met echtgenoot, en acht kleinkinderen (1839)
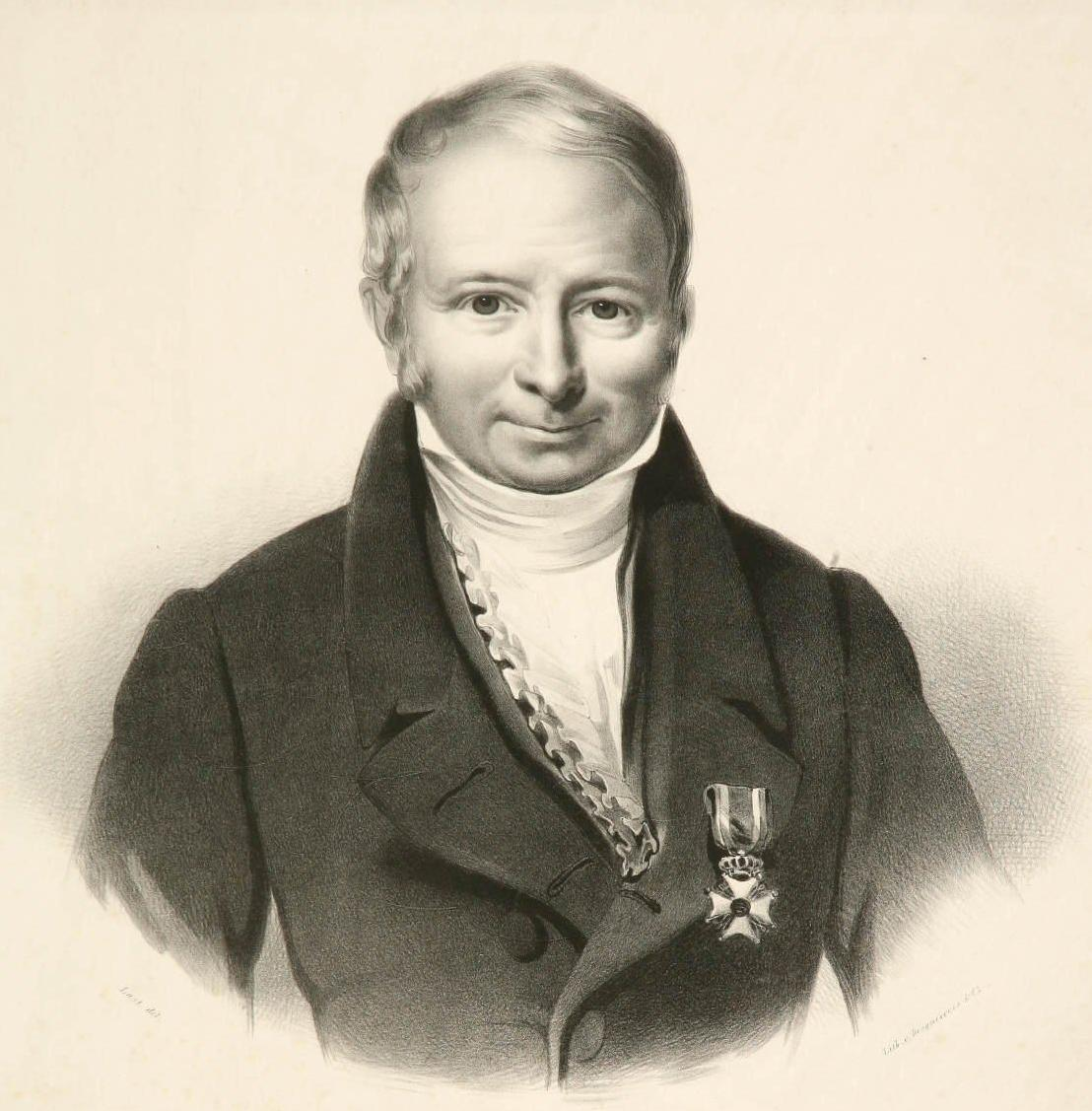
Portret van Lodewijk Copes van Cattenburch (1840)
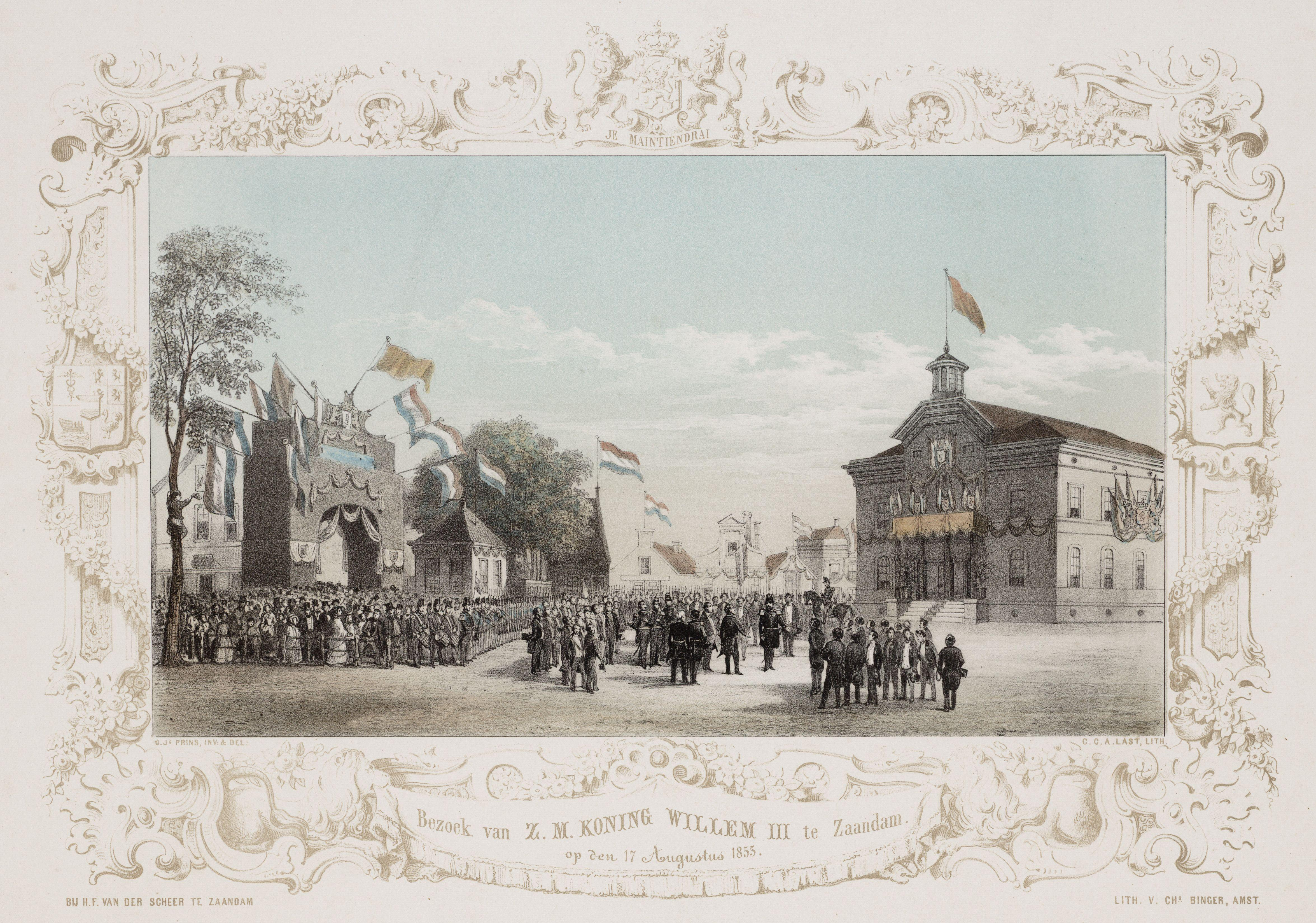
Ontvangst van koning Willem III voor het stadhuis van Zaandam (1853)
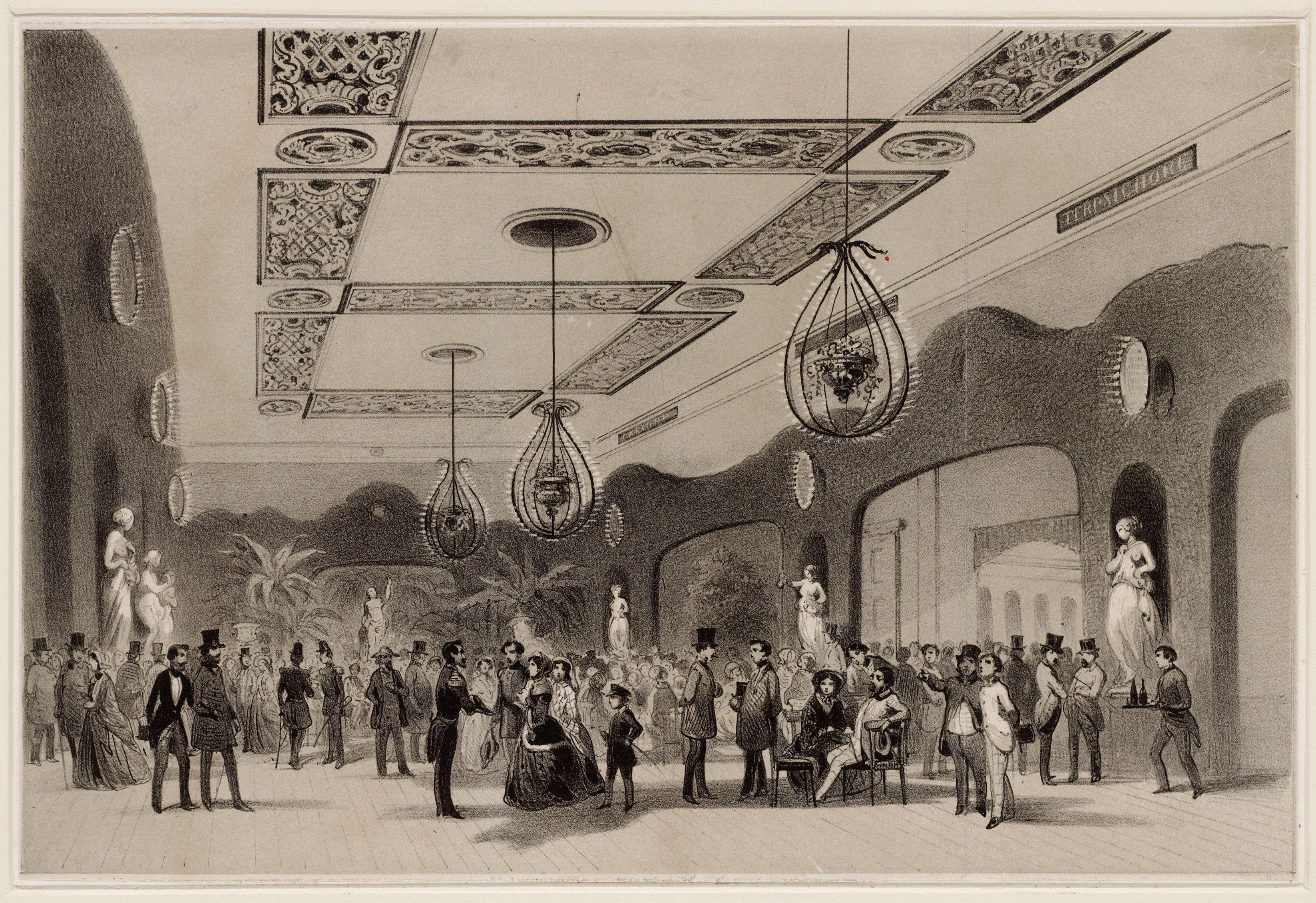
Het interieur van Frascati (1854)
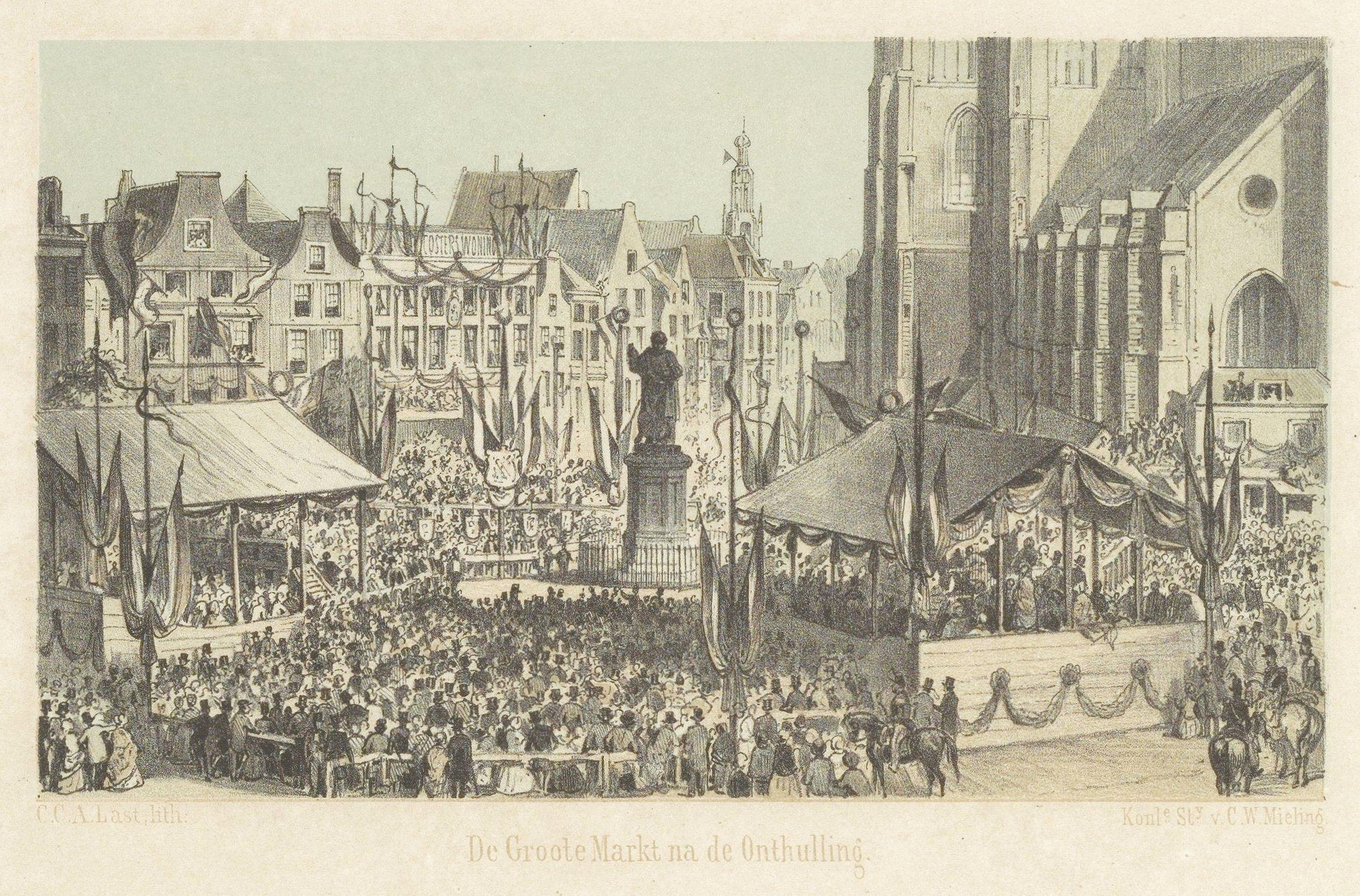
Onthulling van het standbeeld van Laurens Janszoon Coster (1856)
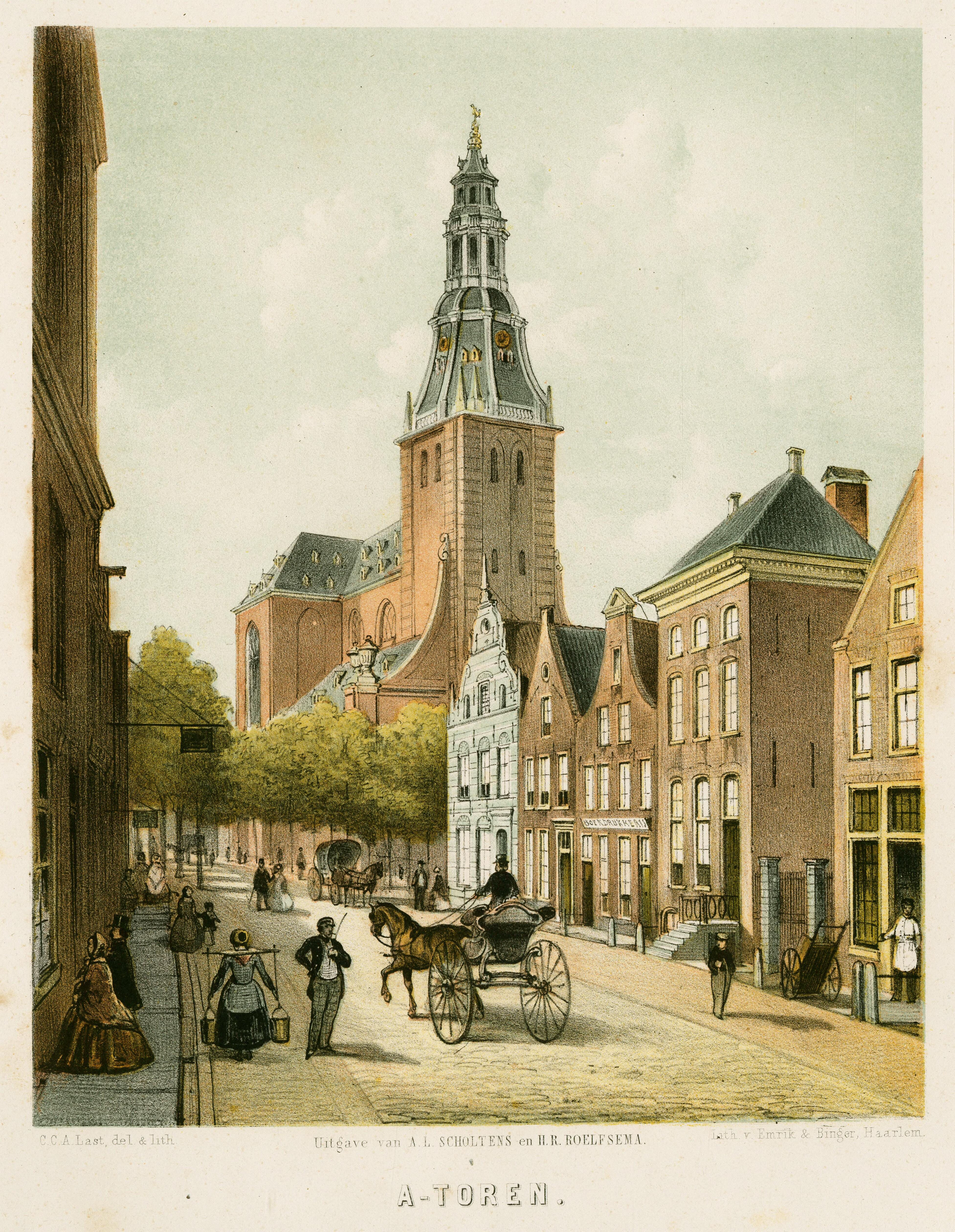
Brugstraat (Groningen) met zicht op de Der Aa-kerk (1860)
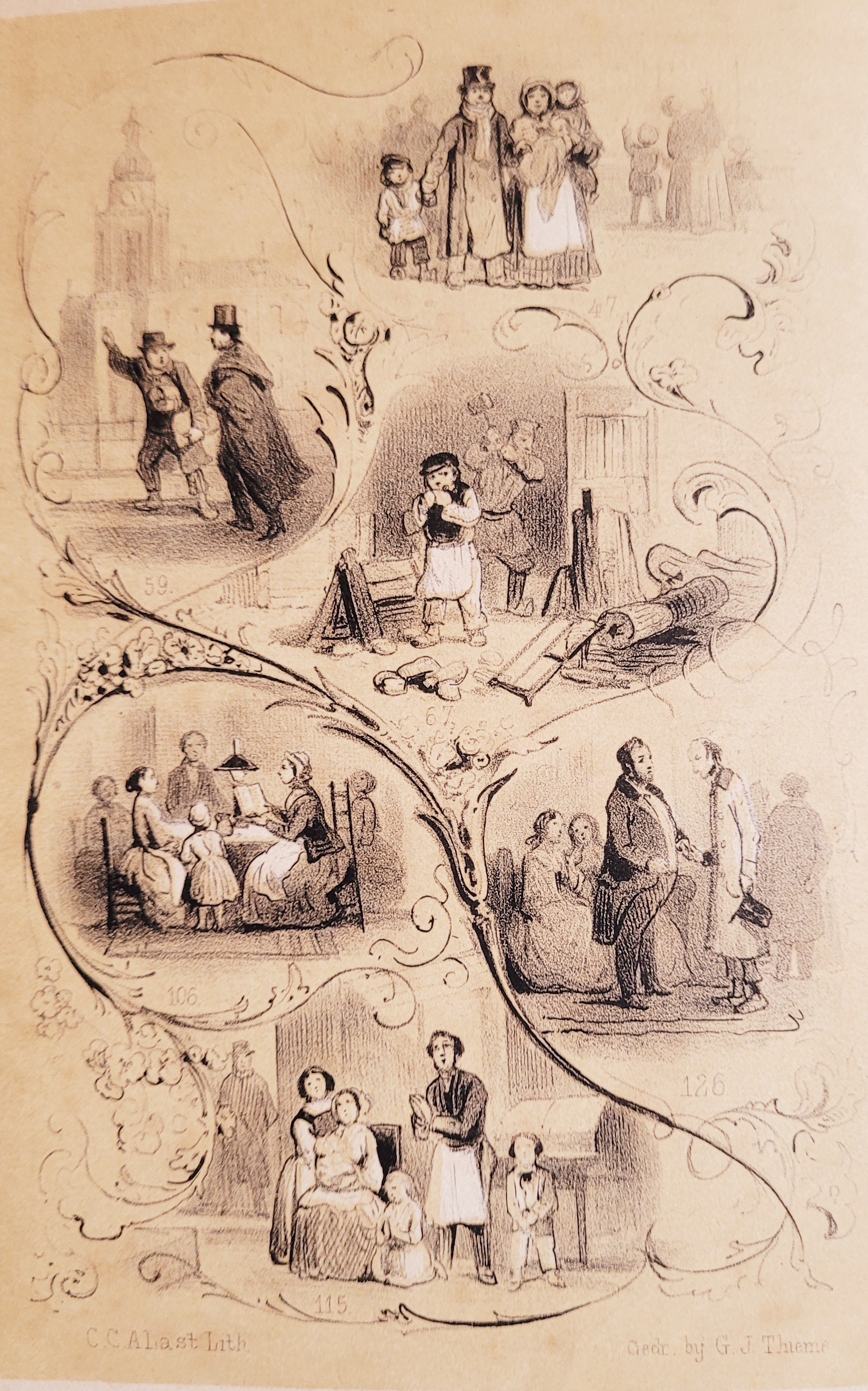
Illustratie bij Sinte-Klaas, oud- en nieuwjaar: vier vertellingen door J.J. Cremer. Arnhem: D.A. Thieme (1860)
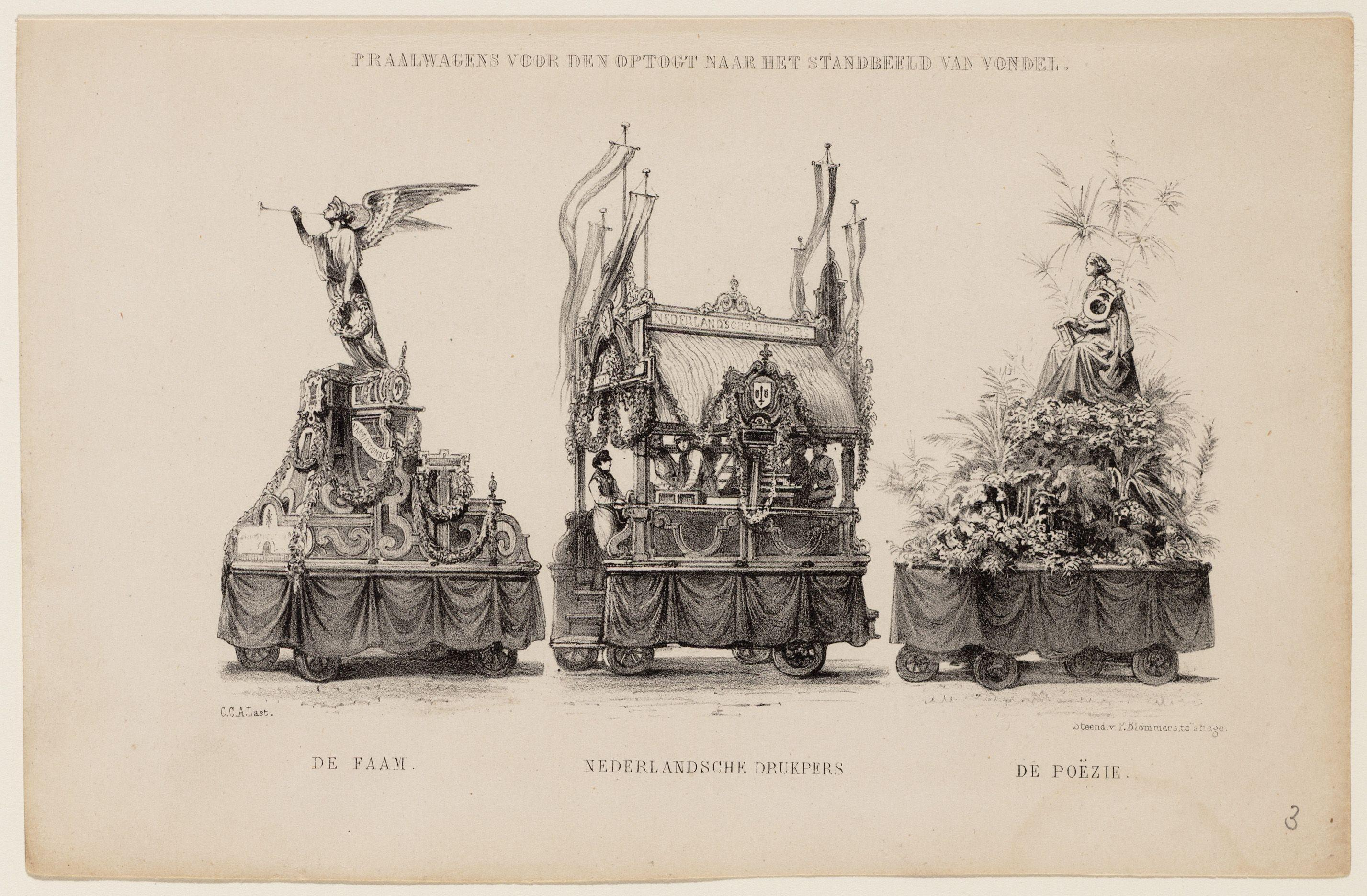
Praalwagens voor de optocht naar het standbeeld van Vondel (1867)

## Publicaties (selectie)
- C.C.A. Last en C. Magninat (1832 ) Leven van Napoleon, door eene maatschappij van geleerde lieden opgesteld. Amsterdam: Magninat
- C.C.A. Last en J.C. van Pappelendam (ca. 1850) Une promenade dans la Haye et ses environs / vues dessinées d'après nature par C.C.A. Last et J.C. van Pappelendam
- C.C.A. Last en A.J. van Prooijen (1861) Album der stad Groningen. Groningen: A.L. Scholtens en H.R. Roelfsema
- C.C.A. Last Uit het huishouden : potloodschetsjes in verloren oogenblikken, door een man van ondervinding. Haarlem: Kruseman, [s.a.]

- Bibliothèque nationale de France: cb14964557t (data)
- Biografisch Portaal: 60872460
- Digitale Bibliotheek voor de Nederlandse Letteren: last008
- Gemeinsame Normdatei: 133215423
- International Standard Name Identifier: 0000 0000 6663 6248
- Library of Congress Control Number: nr95006936
- Nationale bibliotheek van Australië: 35187032
- Nederlandse Thesaurus van Auteursnamen: 073676306
- RKD-Nederlands Instituut voor Kunstgeschiedenis: 48200
- Trove: 856934
- Union List of Artist Names: 500020210
- Virtual International Authority File: 66737230
- WorldCat: E39PBJqK6RXD339JF93Bxwxv73